# (74349) 1998 VM54
(74349) 1998 VM54 – planetoida z pasa głównego asteroid okrążająca Słońce w ciągu 4,59 lat w średniej odległości 2,76 j.a. Odkryta 14 listopada 1998 roku.